# Billel Belhimer
Billel Belhimer (ar. بلال بلحيمر ;ur. 21 stycznia 1992) – algierski judoka.
Startował w Pucharze Świata w 2015. Brązowy medalista mistrzostw Afryki w 2018 roku.